# 南麂镇
南麂镇是中华人民共和国浙江省温州市平阳县下辖的一个镇。
2016年1月23日，浙江省人民政府批复同意调整鳌江镇管辖范围，增设南麂镇，镇政府驻火焜岙村。

## 行政区划
南麂镇下辖以下村级行政区划单位：
火焜岙村、大檑村、新码头村、国圣岙村、对岙村、后隆村、竹屿村、马祖岙村、上百亩坪村、三盘尾村和门屿尾村。

## 特产
大黄鱼及其制品：中国地理标志产品。